# Квинт Аниций Фауст Павлин
Квинт Аниций Фауст Павлин (на латински: Quintus Anicius Faustus Paulinus; * ок. 180; † сл. 230/232).
Той е син на Квинт Аниций Фауст, легат на Нумидия и суфектконсул през 198 г. и жена му Сергия Павла. Фауст Павлин е легат, (управител) на Долна Мизия по времето на 229 и 230 или 230 до 232 г.

## Фамилия
Фауст Паулин се жени за дъщерята на Секст Кокцей Вибиан, сенатор през 204 г., и е баща на:
- Квинт Аниций Фауст (* ок. 210 г.), жени се преди 240 г. за Азиния Юлиана Никомаха (* ок. 215 г.), дъщеря на Гай Азиний Никомах Юлиан, проконсул на Азия ок. 250 г., и двамата са родители на:
  - Секст Аниций Фауст Павлин (или Марк Юний Цезоний Никомах Аниций Фауст Павлин), консул през 298 г.
- Секст Кокцей Аниций Фауст, проконсул на Африка между 260 и 268 г.